# الانتخابات الرئاسية الكورية الجنوبية 1997
الانتخابات الرئاسية الكورية الجنوبية 1997 هي انتخابات رئاسية ‏ جرت في 19 ديسمبر 1997، في كوريا الجنوبية، لانتخاب رئيس كوريا الجنوبية.
فاز بالانتخابات كم داي جنغ، وحصل على 10,326,275 صوتاً، وقد بلغت عدد الإصوات المشاركة في الانتخابات 26,042,633 صوتاً.

## المرشحين
| المرشح           | الحزب | عدد الأصوات | عدد المقاعد |
| ---------------- | ----- | ----------- | ----------- |
| كم داي جنغ       |       | 10,326,275  |             |
| Lee Hoi-chang ‏   |       | 9,935,718   |             |
| Lee In-je ‏       |       | 4,925,591   |             |
| Kwon Young-ghil ‏ |       | 306,026     |             |
| هوه كيونغ-يونغ   |       | 39,055      |             |
| Shin Jeong-yil ‏  |       | 61,056      |             |
| Kim Han-sik ‏     |       | 48,717      |             |